# Równania Fresnela

Częściowe przepuszczanie i odbicie impulsu przemieszczającego się od ośrodka o niskim do ośrodka o wysokim współczynniku załamania światła

Równania Fresnela (lub współczynniki Fresnela) opisują odbicie i przepuszczanie światła (ogólnie promieniowania elektromagnetycznego) podczas padania na granicę między różnymi ośrodkami optycznymi. Zostały wywnioskowane przez Augustina-Jeana Fresnela, który jako pierwszy opublikował opis matematyczny światła jako fali poprzecznej. Odtąd polaryzację można było rozumieć ilościowo, ponieważ równania Fresnela poprawnie przewidziały dwa różne zachowania fali padającej na powierzchnię ośrodka optycznego, oddzielnie dla polaryzacji typu {\displaystyle \mathrm {s} } i oddzielnie dla polaryzacji typu {\displaystyle \mathrm {p} }.

## Przegląd
Gdy światło pada na powierzchnię między ośrodkiem o współczynniku załamania {\displaystyle n_{1}} a drugim ośrodkiem o współczynniku załamania {\displaystyle n_{2},} może wystąpić zarówno odbicie, jak i załamanie światła. Równania Fresnela opisują stosunki pól elektrycznych fal odbitych i przepuszczonych do pola elektrycznego fali padającej (pola magnetyczne fal można również powiązać przy użyciu podobnych współczynników). Ponieważ są to współczynniki zespolone, opisują one nie tylko względną amplitudę, ale także przesunięcie fazowe między falami.
Równania zakładają, że granica między ośrodkami jest płaska, a ośrodki są jednorodne i izotropowe. Przyjmuje się, że padające światło jest falą płaską, co wystarcza do rozwiązania każdego problemu, ponieważ każde padające pole świetlne można rozłożyć na fale płaskie i polaryzacje.

### Polaryzacje s i p
Istnieją dwa zestawy współczynników Fresnela dla dwóch różnych składowych liniowej polaryzacji fali padającej. Są one wystarczające dla każdego problemu, ponieważ dowolny stan polaryzacji można rozdzielić na kombinację dwóch prostopadłych polaryzacji liniowych. Podobnie światło niespolaryzowane (lub „przypadkowo spolaryzowane”) ma jednakową moc w każdej z dwóch polaryzacji liniowych.
Polaryzacja typu {\displaystyle \mathrm {s} } odnosi się do polaryzacji, w której wektor pola elektrycznego fali jest prostopadły do płaszczyzny padania (wektor pola elektrycznego jest w kierunku {\displaystyle {\boldsymbol {z}}} na obrazku poniżej); wtedy pole magnetyczne znajduje się w płaszczyźnie padania. Polaryzacja typu {\displaystyle \mathrm {p} } odnosi się do polaryzacji pola elektrycznego w płaszczyźnie padania (płaszczyzna {\displaystyle xy} poniżej); wtedy pole magnetyczne jest prostopadłe do płaszczyzny padania.

## Współczynniki odbicia i przepuszczania mocy

Zmienne używane w równaniach Fresnela

Współczynniki mocy: padanie z powietrza do szkła

Współczynniki mocy: padanie ze szkła do powietrza

Stosunek mocy odbijanej na granicy ośrodka do mocy padającej nazywamy współczynnikiem odbicia mocy {\displaystyle R,} a stosunek mocy przepuszczanej do drugiego ośrodka do mocy padającej nazywamy współczynnikiem przepuszczania mocy {\displaystyle T.} Należy pamiętać, że są to wartości mierzone bezpośrednio po każdej stronie granicy ośrodka, nieuwzględniające tłumienia fali w ośrodku pochłaniającym po przepuszczeniu lub odbiciu.
Moc fali jest proporcjonalna do kwadratu amplitudy pola elektrycznego (lub magnetycznego).
Po prawej, na ilustracji płaszczyzny padania, padająca fala płaska z kierunkiem promienia IO pada w punkcie O na granicę między dwoma ośrodkami o współczynnikach załamania światła {\displaystyle n_{1}} i {\displaystyle n_{2}.} Część fali odbija się w kierunku OR, a część załamuje się w kierunku OT. Promień padający, odbity i załamany tworzą z normalną powierzchni granicy ośrodków kąty oznaczone odpowiednio jako {\displaystyle \theta _{i},} {\displaystyle \theta _{r}} oraz {\displaystyle \theta _{t}} (kąty mierzone od normalnej powierzchni).
Zależność między tymi kątami wynika z prawa odbicia:
{\displaystyle \theta _{\mathrm {i} }=\theta _{\mathrm {r} },}
i prawa Snelliusa:
{\displaystyle n_{1}\sin \theta _{\mathrm {i} }=n_{2}\sin \theta _{\mathrm {t} }.}
Zachowanie się światła padającego na granicę ośrodka opisuje się matematycznie, biorąc pod uwagę pola elektryczne i magnetyczne, które tworzą falę elektromagnetyczną, oraz prawa elektromagnetyzmu, jak pokazano poniżej. Otrzymuje się stosunek amplitud pola elektrycznego fal (lub pola magnetycznego), ale w praktyce bardziej znaczące są wzory określające współczynniki mocy, gdyż strumień promieniowania albo irradiancję można zmierzyć bezpośrednio przy częstotliwościach optycznych.
Współczynnik odbicia światła spolaryzowanego {\displaystyle s} wynosi:
{\displaystyle R_{\mathrm {s} }=\left|{\frac {Z_{2}\cos \theta _{\mathrm {i} }-Z_{1}\cos \theta _{\mathrm {t} }}{Z_{2}\cos \theta _{\mathrm {i} }+Z_{1}\cos \theta _{\mathrm {t} }}}\right|^{2},}
podczas gdy współczynnik odbicia światła spolaryzowanego typu {\displaystyle \mathrm {p} } wynosi:
{\displaystyle R_{\mathrm {p} }=\left|{\frac {Z_{2}\cos \theta _{\mathrm {t} }-Z_{1}\cos \theta _{\mathrm {i} }}{Z_{2}\cos \theta _{\mathrm {t} }+Z_{1}\cos \theta _{\mathrm {i} }}}\right|^{2},}
gdzie: {\displaystyle Z_{1}} i {\displaystyle Z_{2}} są odpowiednio impedancjami falowymi ośrodków 1 i 2.
Zakładamy, że media są niemagnetyczne (tj. {\displaystyle \mu _{1}=\mu _{2}=} μ0), co zwykle stanowi dobre przybliżenie przy częstotliwościach optycznych (i dla mediów przezroczystych przy innych częstotliwościach); wtedy impedancje falowe są określane wyłącznie na podstawie współczynników załamania światła {\displaystyle n_{1}} i {\displaystyle n_{2}{:}}
{\displaystyle Z_{i}={\frac {Z_{0}}{n_{i}}},}
gdzie: {\displaystyle Z_{0}} jest impedancją charakterystyczną próżni oraz {\displaystyle i=1,2.} Dokonując podstawienia {\displaystyle Z_{i},} otrzymujemy równania wykorzystujące współczynniki załamania:
{\displaystyle R_{\mathrm {s} }=\left|{\frac {n_{1}\cos \theta _{\mathrm {i} }-n_{2}\cos \theta _{\mathrm {t} }}{n_{1}\cos \theta _{\mathrm {i} }+n_{2}\cos \theta _{\mathrm {t} }}}\right|^{2}=\left|{\frac {n_{1}\cos \theta _{\mathrm {i} }-n_{2}{\sqrt {1-\left({\frac {n_{1}}{n_{2}}}\sin \theta _{\mathrm {i} }\right)^{2}}}}{n_{1}\cos \theta _{\mathrm {i} }+n_{2}{\sqrt {1-\left({\frac {n_{1}}{n_{2}}}\sin \theta _{\mathrm {i} }\right)^{2}}}}}\right|^{2},}
{\displaystyle R_{\mathrm {p} }=\left|{\frac {n_{1}\cos \theta _{\mathrm {t} }-n_{2}\cos \theta _{\mathrm {i} }}{n_{1}\cos \theta _{\mathrm {t} }+n_{2}\cos \theta _{\mathrm {i} }}}\right|^{2}=\left|{\frac {n_{1}{\sqrt {1-\left({\frac {n_{1}}{n_{2}}}\sin \theta _{\mathrm {i} }\right)^{2}}}-n_{2}\cos \theta _{\mathrm {i} }}{n_{1}{\sqrt {1-\left({\frac {n_{1}}{n_{2}}}\sin \theta _{\mathrm {i} }\right)^{2}}}+n_{2}\cos \theta _{\mathrm {i} }}}\right|^{2}.}
Druga postać ww. równań bierze się z eliminacji {\displaystyle \theta _{\mathrm {t} }} po użyciu prawa Snelliusa i jedynki trygonometrycznej.
Z zasady zachowania energii można znaleźć przepuszczony strumień promieniowania (moc) lub irradiancję (moc na jednostkę powierzchni) wprost jako część mocy padającej, która nie zostaje odbita:
{\displaystyle T_{\mathrm {s} }=1-R_{\mathrm {s} }}
oraz
{\displaystyle T_{\mathrm {p} }=1-R_{\mathrm {p} }.}
Należy zauważyć, że ww. irradiancje są mierzone w kierunku normalnym do granicy ośrodka; tak mierzy się w typowych doświadczeniach; można je uzyskać z irradiancji w kierunku fali padającej lub w kierunku fali odbitej (danej przez wielkość wektora Poyntinga fali) pomnożonej przez {\displaystyle \cos \theta } dla fali pod kątem {\displaystyle \theta } do kierunku normalnego (lub równoważnie biorąc iloczyn skalarny wektora Poyntinga z wektorem jednostkowym normalnym do powierzchni granicy ośrodka).
W wielu praktycznych zastosowaniach skupia się uwagę na świetle naturalnym, które można określić jako niespolaryzowane, a znaczy to tyle, że strumienie promieniowania (moce) polaryzacji {\displaystyle \mathrm {s} } i {\displaystyle \mathrm {p} } są równe; stąd wypadkowy współczynnik odbicia materiału jest średnią z dwóch współczynników odbicia:
{\displaystyle R_{\mathrm {eff} }={\frac {1}{2}}\left(R_{\mathrm {s} }+R_{\mathrm {p} }\right).}
W aplikacjach o małej precyzji opisujących niespolaryzowane światło np. w grafice komputerowej, zamiast obliczeń wypadkowego współczynnika odbicia dla każdego kąta, stosuje się przybliżenie Schlicka.

### Przypadki szczególne

#### Padanie normalne
W przypadku kąta padania {\displaystyle \theta _{\mathrm {i} }=\theta _{\mathrm {t} }=0} nie ma różnicy między polaryzacją {\displaystyle \mathrm {s} } i {\displaystyle \mathrm {p} .} Zatem współczynnik odbicia upraszcza się do:
{\displaystyle R=\left|{\frac {n_{1}-n_{2}}{n_{1}+n_{2}}}\right|^{2}.}
Dla zwykłego szkła {\displaystyle (n_{2}\approx 1{,}5)} w powietrzu {\displaystyle (n_{1}=1)} współczynnik odbicia mocy przy padaniu normalnym może wynosić około 4% (albo 8% dla obu stron tafli szkła).

#### Padanie brewsterowskie
Na granicy ośrodków dielektrycznych z {\displaystyle n_{1}} do {\displaystyle n_{2},} istnieje określony kątem padania, przy którym {\displaystyle R_{\mathrm {p} }} dąży do zera a fala padająca spolaryzowana {\displaystyle \mathrm {p} } jest całkowicie załamywana. Kąt ten, znany jako kąt Brewstera, wynosi dla granicy powietrze – zwykłe szkło ({\displaystyle n_{1}=1} i {\displaystyle n_{2}=1{,}5}) około 56°.

#### Całkowite wewnętrzne odbicie
Kiedy światło przemieszczające się w gęstszym ośrodku pada na powierzchnię mniej gęstego ośrodka (tj. {\displaystyle n_{1}>n_{2}}), pod kątem większym niż kąt graniczny, to całe światło jest odbijane, a {\displaystyle R_{\mathrm {s} }=R_{\mathrm {p} }=1.} Zjawisko to, znane jako całkowite odbicie wewnętrzne, występuje przy kątach padania, dla których prawo Snelliusa przewiduje, że sinus kąta załamania przekroczyłby jedność (oczywiście sin {\displaystyle \theta \leqslant 1} dla wszystkich rzeczywistych {\displaystyle \theta }). Dla szkła {\displaystyle (n_{1}=1{,}5)} w ośrodku powietrznym {\displaystyle (n_{2}=1)} kąt graniczny wynosi około 41°.

## Amplitudowe współczynniki odbicia i przepuszczania
Równania wyżej wymienione dotyczące strumieni promieniowania (mocy), które można zmierzyć na przykład za pomocą fotometru, są wywiedzione z właściwych równań Fresnela, które opisują zjawisko fizyczne za pomocą amplitud pola elektrycznego i magnetycznego. Te podstawowe równania dają na ogół zespolone stosunki tych amplitud i mogą przybierać różne formy, w zależności od zastosowanych formalizmów. Współczynniki amplitudowe są zwykle reprezentowane małymi literami {\displaystyle r} i {\displaystyle t,} natomiast współczynniki mocy są reprezentowane wielkimi literami {\displaystyle R} i {\displaystyle T.}

Współczynniki (amplitudowe): z powietrza do szkła

Współczynniki (amplitudowe): ze szkła do powietrza

Współczynnik odbicia {\displaystyle r} jest stosunkiem zespolonej amplitudy pola elektrycznego fali odbijanej do amplitudy fali padającej. Współczynnik przepuszczania {\displaystyle t} jest stosunkiem amplitudy pola elektrycznego przepuszczonej (załamanej) fali do amplitudy fali padającej. Potrzeba odrębnych wzorów dla polaryzacji {\displaystyle \mathrm {s} } i {\displaystyle \mathrm {p} .} W każdym przypadku zakładamy: falę płaską padającą pod kątem padania {\displaystyle \theta _{\mathrm {i} }} na płaszczyznę granicy ośrodka, falę odbijaną pod kątem {\displaystyle \theta _{\mathrm {r} }} oraz falę przepuszczaną pod kątem {\displaystyle \theta _{\mathrm {t} },} zgodnie z rysunkiem. Warto zauważyć, że w przypadkach ośrodka pochłaniającego (gdzie {\displaystyle n} jest zespolone) albo całkowitego wewnętrznego odbicia, kąt fali przepuszczanej może nie być liczbą rzeczywistą.
Rozważamy znak pola elektrycznego fali w relacji do kierunku fali. Dla polaryzacji {\displaystyle \mathrm {p} ,} przy padaniu normalnym, dodatni kierunek pola elektrycznego fali padającej jest przeciwny do tego kierunku pola fali odbijanej, jednak tylko kiedy drugi ośrodek jest gęstszy tj. dla {\displaystyle n_{2}>n_{1}} (dla polaryzacji {\displaystyle \mathrm {p} ,} wektory pola elektrycznego leżą w płaszczyźnie padania). Dla polaryzacji {\displaystyle \mathrm {s} } oba kierunki pola elektrycznego są takie same (tj. wektory pola elektrycznego są prostopadle do płaszczyzny padania).
Korzystając z tej konwencji:
{\displaystyle {\begin{aligned}r_{\text{s}}&={\frac {n_{1}\cos \theta _{\text{i}}-n_{2}\cos \theta _{\text{t}}}{n_{1}\cos \theta _{\text{i}}+n_{2}\cos \theta _{\text{t}}}},\\[3pt]t_{\text{s}}&={\frac {2n_{1}\cos \theta _{\text{i}}}{n_{1}\cos \theta _{\text{i}}+n_{2}\cos \theta _{\text{t}}}},\\[3pt]r_{\text{p}}&={\frac {n_{2}\cos \theta _{\text{i}}-n_{1}\cos \theta _{\text{t}}}{n_{2}\cos \theta _{\text{i}}+n_{1}\cos \theta _{\text{t}}}},\\[3pt]t_{\text{p}}&={\frac {2n_{1}\cos \theta _{\text{i}}}{n_{2}\cos \theta _{\text{i}}+n_{1}\cos \theta _{\text{t}}}}.\end{aligned}}}
Widać, że {\displaystyle t_{\mathrm {s} }=r_{\mathrm {s} }+1} i {\displaystyle {\frac {n_{2}}{n_{1}}}t_{\mathrm {p} }=r_{\mathrm {p} }+1.} {\displaystyle {\frac {n_{2}}{n_{1}}}t_{\mathrm {p} }=r_{\mathrm {p} }+1.} Można napisać podobne równania dotyczące relacji pól magnetycznych fal.
Ponieważ fale odbita i padająca rozchodzą się w tym samym ośrodku i tworzą ten sam kąt z normalną granicy ośrodków, to współczynnik odbicia mocy {\displaystyle R} jest kwadratem modułu {\displaystyle r}:
{\displaystyle R=|r|^{2}.}
Obliczenie współczynnika przepuszczania mocy {\displaystyle T} jest mniej proste, ponieważ światło przemieszcza się w różnych kierunkach w dwóch ośrodkach, a impedancje falowe w dwóch ośrodkach różnią się; moc jest proporcjonalna do kwadratu amplitudy tylko wtedy, gdy impedancje ośrodków są takie same (jak w przypadku fali odbitej). Otrzymujemy:
{\displaystyle T={\frac {n_{2}\cos \theta _{\text{t}}}{n_{1}\cos \theta _{\text{i}}}}|t|^{2}.}
Czynnik {\displaystyle n_{2}/n_{1}} jest odwrotnością stosunku impedancji falowych ośrodków (ponieważ przyjmujemy {\displaystyle \mu =\mu _{0}}). Czynnik {\displaystyle \cos \theta _{\mathrm {t} }/\cos \theta _{\mathrm {i} }} wynika z wyrażania mocy w kierunku normalnym do granicy ośrodków, zarówno dla fali przepuszczanej, jak i padającej.
W przypadku całkowitego wewnętrznego odbicia, w którym przenoszenie mocy {\displaystyle T} jest zerowe, {\displaystyle T} opisuje pole elektryczne (w tym jego fazę) tuż za granicą ośrodka. Jest to pole zanikające, które nie rozprzestrzenia się jak fala (a więc {\displaystyle T=0}), ale ma niezerowe wartości bardzo blisko przy granicy ośrodków. Przesunięcie fazy fali odbitej w całkowitym odbiciu wewnętrznym może być otrzymane z kątów fazowych z {\displaystyle r_{\mathrm {p} }} i {\displaystyle r_{\mathrm {s} }} (których moduły liczby zespolonych równe są 1). Te przesunięcia fazowe są różne dla polaryzacji {\displaystyle \mathrm {s} } i {\displaystyle \mathrm {p} .} co jest dobrze znaną zasadą, za pomocą której całkowite odbicie wewnętrzne stosuje się do zmiany polaryzacji.

### Prawa sinusa i tangensa Fresnela
W powyżej formule na {\displaystyle r_{\mathrm {s} },} podstawiając {\displaystyle n_{2}=n_{1}\sin \theta _{\text{i}}/\sin \theta _{\text{t}}} (prawo Snelliusa) i mnożąc licznik i mianownik przez {\displaystyle {\frac {\sin \theta _{\mathrm {t} }}{n_{1}}},} otrzymujemy:
{\displaystyle r_{\text{s}}=-{\frac {\sin(\theta _{\text{i}}-\theta _{\text{t}})}{\sin(\theta _{\text{i}}+\theta _{\text{t}})}}.}
Podobnie dla {\displaystyle r_{p}} otrzymujemy:
{\displaystyle r_{\text{p}}={\frac {\operatorname {tg} (\theta _{\text{i}}-\theta _{\text{t}})}{\operatorname {tg} (\theta _{\text{i}}+\theta _{\text{t}})}}.}
Powyższe dwie formuły są znane jako odpowiednio prawo sinusa Fresnela i prawo tangensa Fresnela. W padaniu normalnym ostatnie wyrażenie daje dzielenie przez zero, a prawidłowy wynik otrzymuje się w granicy {\displaystyle \theta _{\mathrm {i} }\to 0.}

## Wiele powierzchni
Gdy światło dokonuje wielokrotnych odbić między dwiema (lub więcej) równoległymi powierzchniami, wiązki światła interferują ze sobą, co powoduje wypadkowe transmisje i odbicia w zależności od długości fali światła. Zakłócenia są jednak widoczne tylko wtedy, gdy powierzchnie znajdują się w odległości porównywalnej lub mniejszej od drogi spójności światła, która dla zwykłego białego światła wynosi kilka mikrometrów; może być jednak znacznie większa dla światła lasera.
Przykładem interferencji między odbiciami są opalizujące kolory widoczne w bańce mydlanej lub w cienkich warstwach oleju na wodzie. Zastosowania obejmują interferometry Fabry’ego-Pérota, powłoki anty-odbiciowe i filtry optyczne. Ilościowa analiza tych efektów oparta jest na równaniach Fresnela, ale z dodatkowymi obliczeniami uwzględniającymi zakłócenia.
Do rozwiązania problemu wielu powierzchni można użyć metody macierzy transferowej lub rekurencyjnej metody Rouarda.

## Historia
W 1808 roku Étienne-Louis Malus odkrył, że kiedy promień światła odbija się od niemetalicznej powierzchni pod odpowiednim kątem, zachowuje się jak jeden z dwóch promieni wychodzących z dwójłomnego kryształu kalcytu; później ukuł termin polaryzacja, aby opisać to zjawisko. W 1815 r. zależność kąta polaryzacyjnego od współczynnika załamania światła określił doświadczalnie David Brewster, ale przyczyna tej zależności była tak tajemnicza, że pod koniec 1817 r. Thomas Young napisał:

Największa trudność ze wszystkich, jaką jest przypisanie wystarczającej przyczyny dla odbicia lub braku odbicia spolaryzowanego promienia, prawdopodobnie długo pozostanie, by uśmiercić próżność ambitnej filozofii, kompletnie nierozwiązana przez żadną teorię.

W 1821 r. Augustin-Jean Fresnel uzyskał rezultaty równoważne ze swoimi prawami sinusa i tangensa (powyżej), modelując fale świetlne jako poprzeczne fale sprężyste z drganiami prostopadłymi do tego, co wcześniej nazywano płaszczyzną polaryzacji (na której leży kierunek propagacji fali). Fresnel doświadczalnie potwierdził, że jego równania prawidłowo przewidują kierunek polaryzacji odbijanej wiązki, gdy padająca wiązka została spolaryzowana pod kątem 45° do płaszczyzny padania, dla światła padającego z powietrza na szkło lub wodę; w szczególności równania dały prawidłową polaryzację pod kątem Brewstera. To potwierdzenie doświadczalne zostało odnotowane w postscriptum do pracy, w której Fresnel po raz pierwszy ujawnił swoją teorię, że fale świetlne, w tym fale „niespolaryzowane”, są poprzeczne.
Szczegóły wyprowadzenia Fresnela, w tym współczesne formy prawa sinusa Fresnela i prawa tangensa Fresnela, podano później w pamiętniku odczytanym dla Francuskiej Akademii Nauk w styczniu 1823 r. To wyprowadzenie łączyło zachowanie energii z ciągłością drgań stycznych do granicy ośrodków, ale kulało przy składowych wibracji światła prostopadłych do granicy ośrodka. Pierwsze wyprowadzenie z zasad elektrodynamiki podał Hendrik Lorentz w 1875 r.
W tym samym pamiętniku ze stycznia 1823 r. Fresnel stwierdził, że dla kątów padania większych niż kąt graniczny jego wzory na współczynniki odbicia ({\displaystyle r_{\mathrm {s} }} i {\displaystyle r_{\mathrm {p} }}) dawały wartości urojone. Zauważając, że moduł zespolony reprezentuje stosunek szczytowych amplitud, domyślił się, że argument reprezentuje przesunięcie fazowe i zweryfikował hipotezę eksperymentalnie. Weryfikacja objęła:
- obliczenie kąta padania, który dałby całkowitą różnicę faz wynoszącą 90° między składowymi polaryzacji {\displaystyle \mathrm {s} } i {\displaystyle \mathrm {p} ,} dla różnej liczby całkowitych wewnętrznych odbić pod tym kątem (ogólnie były dwa rozwiązania),
- poddanie światła tej liczbie całkowitych odbić wewnętrznych przy ww. znalezionym kącie padania, z początkową polaryzacją liniową pod kątem 45° do płaszczyzny padania,
- sprawdzanie, czy końcowa polaryzacja była kołowa[28].

W ten sposób ostatecznie opracował teorię ilościową tego, co obecnie nazywamy rombem Fresnela – urządzenia, z którego korzystał w eksperymentach, w takiej czy innej formie, od 1817 r.
Sukces zespolonego współczynnika odbicia zainspirował Jamesa MacCullagha i Augustina-Louisa Cauchy’ego, począwszy od 1836 r., do analizy odbicia światła od metali za pomocą równań Fresnela z zespolonym współczynnikiem załamania światła.
Cztery tygodnie przed tym, jak przedstawił swoją kompletną teorię całkowitego wewnętrznego odbicia i swojego rombu, Fresnel wydał notę, w której zdefiniował potrzebne terminy: polaryzacja liniowa, polaryzacja kołowa i polaryzacja eliptyczna i w której zaproponował teorię, że obrót optyczny jest rodzajem dwójłomności, tj. światło spolaryzowane liniowo można rozdzielić na obracające się elementy o polaryzacjach kołowych w przeciwnych kierunkach, a jeśli propagują one z różnymi prędkościami, różnica faz między nimi będzie się zmieniać w sposób ciągły wraz z odległością (stąd orientacja ich spolaryzowanej liniowo wypadkowej).

## Teoria
Tutaj systematycznie wyprowadzamy powyższe relacje z przesłanek elektromagnetycznych.

### Parametry materiałowe
Aby obliczyć znaczące współczynniki Fresnela, musimy założyć, że medium jest (w przybliżeniu) liniowe i jednorodne. Jeśli ośrodek jest izotropowy, cztery wektory pól {\displaystyle {\boldsymbol {E}},{\boldsymbol {B}},{\boldsymbol {D}},{\boldsymbol {H}}} są powiązane:
{\displaystyle {\boldsymbol {D}}=\epsilon {\boldsymbol {E}}}
{\displaystyle {\boldsymbol {B}}=\mu {\boldsymbol {H}}}
gdzie {\displaystyle \epsilon } i {\displaystyle \mu } są skalarami odpowiednio przenikalnością elektryczną i przenikalnością magnetyczną ośrodka. W próżni mają one odpowiednio wartości {\displaystyle \epsilon _{0}} i {\displaystyle \mu _{0},} stąd definiujemy względną przenikalność elektryczną (lub stałą dielektryczną) {\displaystyle \epsilon _{\mathrm {r} }=\epsilon /\epsilon _{0}} oraz względna przenikalność magnetyczną {\displaystyle \mu _{r}=\mu /\mu _{0}.}
W optyce często przyjmuje się, że ośrodek jest niemagnetyczny, wtedy {\displaystyle \mu _{\mathrm {r} }=1.} W przypadku materiałów ferromagnetycznych o częstotliwościach radiowych lub mikrofalowych należy wziąć pod uwagę większe wartości {\displaystyle \mu _{r}.} Jednak w optycznie przezroczystych ośrodkach i w większości materiałów przy częstotliwościach optycznych (z wyjątkiem metamateriałów) {\displaystyle \mu _{\mathrm {r} }} jest bardzo zbliżone do 1; to znaczy {\displaystyle \mu \approx \mu _{0}.}
W optyce używa się bezwzględnego współczynnika załamania {\displaystyle n} zdefiniowanego jako stosunek prędkości światła w próżni do prędkości światła w ośrodku. W analizie częściowego odbicia i transmisji interesuje nas impedancja fali elektromagnetycznej {\displaystyle Z,} która jest stosunkiem amplitud natężenia pola elektrycznego {\displaystyle {\boldsymbol {E}}} do natężenia pola magnetycznego {\displaystyle {\boldsymbol {H}}} Potrzeba zatem wyrażenia {\displaystyle n} i {\displaystyle Z} za pomocą {\displaystyle \epsilon } i {\displaystyle \mu ,} a następnie odniesienie {\displaystyle Z} do {\displaystyle n.} Ostatnia relacja ułatwi wyznaczenie współczynników odbicia za pomocą admitancji fali {\displaystyle Y,} która jest odwrotnością impedancji fali {\displaystyle Z.} W przypadku fal płaskich sinusoidalnych (o równomiernym rozkładzie przestrzennym intensywności) impedancja fali nazywana jest impedancją wewnętrzną, a admitancja fali nazywana jest admitancją ośrodka. Dla tego przypadku zostaną wywiedzione współczynniki Fresnela.

### Elektromagnetyczne fale płaskie
W jednolitej fali płaskiej sinusoidalnej elektromagnetycznej pole elektryczne {\displaystyle {\boldsymbol {E}}} ma postać:
(1) {\displaystyle {\boldsymbol {E_{k}}}\mathrm {e} ^{\mathrm {i} ({\boldsymbol {k}}\cdot {\boldsymbol {r}}-\omega t)},}
gdzie:
- {\displaystyle {\boldsymbol {E_{k}}}} – (stały) zespolony wektor amplitudy pola elektrycznego,
- {\displaystyle \mathrm {i} } – jednostka urojona,
- {\displaystyle {\boldsymbol {k}}} – wektor falowy (którego wartość bezwzględna {\displaystyle k} jest liczbą falową kątową),
- {\displaystyle {\boldsymbol {r}}} – chwilowy wektor pozycji,
- {\displaystyle \omega } – częstotliwość kątowa,
- {\displaystyle t} – czas.

Należy rozumieć, że rzeczywista część tego wyrażenia to pole fizyczne. Wartość wyrażenia pozostaje niezmienna, jeśli pozycja {\displaystyle {\boldsymbol {r}}} zmienia się w kierunku prostopadłym do {\displaystyle {\boldsymbol {k}};} stąd {\displaystyle {\boldsymbol {k}}} jest prostopadły do czoła fali.
Aby przesunąć fazę o kąt {\displaystyle \phi ,} zastępujemy {\displaystyle \omega t} przez {\displaystyle \omega t+\phi ,} w wyniku czego pole zespolone jest mnożone przez {\displaystyle \mathrm {e} ^{-\mathrm {i} \phi }.} Tak więc postęp fazy odpowiada mnożeniu przez liczbę zespoloną z ujemnym argumentem. Staje się to bardziej widoczne, kiedy pole (1) rozłożymy na {\displaystyle {\boldsymbol {E_{k}}}\mathrm {e} ^{\mathrm {i} ({\boldsymbol {k}}\cdot {\boldsymbol {r}})}\mathrm {e} ^{-\mathrm {i} (\omega t)}} gdzie ostatni czynnik zawiera zależność od czasu. Ten czynnik oznacza również, że różniczkowanie po czasie pola (1) odpowiada mnożeniu przez {\displaystyle -\mathrm {i} \omega }.
Jeśli {\displaystyle \nu } jest składową {\displaystyle {\boldsymbol {r}}} w kierunku {\displaystyle {\boldsymbol {k}}} to ze względu na iloczyn skalarny tych wektorów, pole (1) można zapisać jako {\displaystyle {\boldsymbol {E_{k}}}\mathrm {e} ^{\mathrm {i} (k\nu -\omega t)},} gdzie liczba falowa {\displaystyle k=\|{\boldsymbol {k}}\|.} Aby argument {\displaystyle \mathrm {e} ^{\mathrm {i} (...)}} był stały, składowa {\displaystyle \nu } musi się zwiększać z czasem {\displaystyle \omega /k} razy i nazywana jest prędkością fazową {\displaystyle (v_{\mathrm {p} }).} Podstawiając za {\displaystyle \nu } prędkość fazową {\displaystyle v_{\mathrm {p} }=c/n} otrzymujemy:
(2) {\displaystyle k=n\,\omega /c}
Pozbywamy się czynnika zależnego od czasu {\displaystyle \mathrm {e} ^{-\mathrm {i} \omega t},} który odtąd należy rozumieć jako mnożnik do każdej wartości zespolonego pola. Pole elektryczne dla jednorodnej płaskiej fali sinusoidalnej będzie wówczas reprezentowane przez wskaz zależny od wektora pozycji
(3) {\displaystyle {\boldsymbol {E_{k}}}\mathrm {e} ^{\mathrm {i} {\boldsymbol {k}}\cdot {\boldsymbol {r}}},}
Dla pól tej postaci prawo Faradaya oraz prawo Maxwella-Ampère’a odpowiednio redukują się do:
{\displaystyle {\begin{aligned}\omega {\boldsymbol {B}}&={\boldsymbol {k}}\times {\boldsymbol {E}}\\\omega {\boldsymbol {D}}&=-{\boldsymbol {k}}\times {\boldsymbol {H}}.\end{aligned}}}
Podstawiając zależności między polami {\displaystyle {\boldsymbol {E}},{\boldsymbol {B}},{\boldsymbol {D}},{\boldsymbol {H}}} z wyżej, otrzymujemy:
{\displaystyle {\begin{aligned}\omega \mu {\boldsymbol {H}}&={\boldsymbol {k}}\times {\boldsymbol {E}}\\\omega \epsilon {\boldsymbol {E}}&=-{\boldsymbol {k}}\times {\boldsymbol {H}}.\end{aligned}}}
Jeśli parametry ośrodka optycznego {\displaystyle \epsilon } i {\displaystyle \mu } są rzeczywiste (jak w dielektryku bezstratnym), równania te pokazują, że {\displaystyle {\boldsymbol {k}},{\boldsymbol {E}},{\boldsymbol {H}}} tworzą praworęczny układ prostopadły taki, że te same równania mają zastosowanie dla modułów tych wektorów. Biorąc równania modułów i podstawiając wzór na liczbę falową (2), otrzymujemy
{\displaystyle {\begin{aligned}\mu cH&=nE\\\epsilon cE&=nH,\end{aligned}}}
gdzie {\displaystyle H=\|{\boldsymbol {H}}\|} i {\displaystyle E=\|{\boldsymbol {E}}\|.}
Mnożenie otrzymanych ostatnich obu równań przez siebie daje:
(4) {\displaystyle n=c{\sqrt {\mu \,\epsilon }},}
zaś dzielenie tych same dwóch równań przez siebie daje {\displaystyle H=YE,}
gdzie {\displaystyle Y} to admitancja wewnętrzna równa:
(5) {\displaystyle Y={\sqrt {\frac {\epsilon }{\mu }}}.}
Z (4) otrzymujemy prędkość fazową: {\displaystyle v_{\mathrm {p} }=c/n=1{\big /}\!{\sqrt {\mu \,\epsilon }}.} Dla próżni redukuje się ona do: {\displaystyle c=1{\big /}\!{\sqrt {\mu _{0}\epsilon _{0}}}.} Dzielenie drugiego wyniku przez pierwszy daje {\displaystyle n={\sqrt {\mu _{\text{r}}\,\epsilon _{\text{r}}}},} co w ośrodku niemagnetycznym redukuje się do {\displaystyle n={\sqrt {\epsilon _{\text{r}}}},}
(Przyjmując odwrotność (5), stwierdzamy, że impedancja wewnętrzna wynosi {\displaystyle Z={\sqrt {\mu /\epsilon }};} dla umownych parametrów próżni staje się ona impedancją charakterystyczną próżni {\displaystyle Z_{0}={\sqrt {\mu _{0}/\epsilon _{0}}}\,\approx 377\,\Omega .} Dzieląc te impedancje przez siebie otrzymamy {\displaystyle Z/Z_{0}={\sqrt {\mu _{\text{r}}/\epsilon _{\text{r}}}},} co dla ośrodka niemagnetycznego redukuje się do {\displaystyle Z=Z_{0}{\big /}\!{\sqrt {\epsilon _{\text{r}}}}=Z_{0}/n.})

### Wektory falowe

Padający, odbity i przepuszczany wektor falowy, odpowiednio i dla padania z ośrodka o współczynniku załamania do ośrodka o współczynniku załamania

We współrzędnych kartezjańskich {\displaystyle (x,y,z)} niech obszar {\displaystyle y<0} ma współczynnik załamania {\displaystyle n_{1},} admitancję wewnętrzną {\displaystyle Y_{1}} itd. oraz niech obszar {\displaystyle y>0} ma współczynnik załamania {\displaystyle n_{2},} admitancję wewnętrzną {\displaystyle Y_{2}} itd., wtedy płaszczyzna {\displaystyle xz} jest granicą ośrodków optycznych, a oś {\displaystyle \mathrm {O} y} jest normalna dla granicy ośrodków (patrz schemat). Niech {\displaystyle {\boldsymbol {x^{\circ }}}} i {\displaystyle {\boldsymbol {y^{\circ }}}} i oznaczają jednostkowe wektory kierunkowe odpowiednio w kierunkach osi {\displaystyle \mathrm {O} x} i {\displaystyle \mathrm {O} y.} Niech płaszczyzna padania będzie płaszczyzną {\displaystyle xy} (płaszczyzną ilustracji) przy kącie padania {\displaystyle \theta _{\mathrm {i} }} mierzonym od {\displaystyle {\boldsymbol {y^{\circ }}}} w płaszczyźnie {\displaystyle xy.} Niech kątem załamania, mierzonym w ten sam sposób, będzie {\displaystyle \theta _{\mathrm {t} },} a kąt odbicia {\displaystyle \theta _{\mathrm {r} }.}
Przy braku efektu Dopplera częstość {\displaystyle \omega } nie zmienia się po odbiciu lub załamaniu. Zatem z (2) moduł wektora falowego jest proporcjonalny do bezwzględnego współczynnika załamania światła danego ośrodka. Dla danego {\displaystyle \omega ,} jeśli zdefiniujemy {\displaystyle k} jako moduł wektora falowego w ośrodku odniesienia (dla którego {\displaystyle n=1}), wtedy pierwszy ośrodek (obszar {\displaystyle y<0} na rysunku) ma moduł wektora falowego równy {\displaystyle n_{1}k,} a drugi ośrodek {\displaystyle n_{2}k.} Na podstawie geometrii stwierdzamy, że wektory falowe wynoszą:
{\displaystyle {\begin{aligned}{\boldsymbol {k}}_{\text{i}}&=n_{1}k({\boldsymbol {x^{\circ }}}\sin \theta _{\text{i}}+{\boldsymbol {y^{\circ }}}\cos \theta _{\text{i}}),\\{\boldsymbol {k}}_{\text{r}}&=n_{1}k({\boldsymbol {x^{\circ }}}\sin \theta _{\text{i}}-{\boldsymbol {y^{\circ }}}\cos \theta _{\text{i}}),\\{\boldsymbol {k}}_{\text{t}}&=n_{2}k({\boldsymbol {x^{\circ }}}\sin \theta _{\text{t}}+{\boldsymbol {y^{\circ }}}\cos \theta _{\text{t}})\\&=k({\boldsymbol {x^{\circ }}}n_{1}\sin \theta _{\text{i}}+{\boldsymbol {y^{\circ }}}n_{2}\cos \theta _{\text{t}}),\end{aligned}}}
gdzie ostatni krok wykorzystuje prawo Snelliusa. Równoważne iloczyny skalarne w postaci wskazowej z (3) wyglądają tak:
(6) {\displaystyle {\begin{aligned}{\boldsymbol {k}}_{\text{i}}\cdot {\boldsymbol {r}}&=n_{1}k(x\sin \theta _{\text{i}}+y\cos \theta _{\text{i}}),\\{\boldsymbol {k}}_{\text{r}}\cdot {\boldsymbol {r}}&=n_{1}k(x\sin \theta _{\text{i}}-y\cos \theta _{\text{i}}),\\{\boldsymbol {k}}_{\text{t}}\cdot {\boldsymbol {r}}&=k(n_{1}x\sin \theta _{\text{i}}+n_{2}y\cos \theta _{\text{t}}).\end{aligned}}}
Stąd, przy
(7) {\displaystyle y=0,\quad {\boldsymbol {k}}_{\text{i}}\cdot {\boldsymbol {r}}={\boldsymbol {k}}_{\text{r}}\cdot {\boldsymbol {r}}={\boldsymbol {k}}_{\text{t}}\cdot {\boldsymbol {r}}=n_{1}kx\sin \theta _{\text{i}}}

### Składowe polaryzacji s
Dla polaryzacji {\displaystyle \mathrm {s} ,} wektor pola {\displaystyle {\boldsymbol {E}}} jest równoległy do osi {\displaystyle \mathrm {O} z} (prostopadłej do płaszczyzny padania); opiszmy składowe w kierunku {\displaystyle z.} Niech współczynniki odbicia i przepuszczania będą odpowiednio {\displaystyle r_{\mathrm {s} }} i {\displaystyle t_{\mathrm {s} }.} Jeśli przyjmiemy, że pole {\displaystyle {\boldsymbol {E}}} promienia padającego ma amplitudę jednostkową, to postać wskazowa (3) jego składowej {\displaystyle z}-owej wynosi:
(8) {\displaystyle E_{\text{i}}={\text{e}}^{{\text{i}}{\boldsymbol {k}}_{\text{i}}{\boldsymbol {r}}},}
a pola promienia odbitego i przepuszczonego (opatrzone dodatkowo indeksem górnym {\displaystyle \perp }), w tej samej postaci wynoszą:
(9) {\displaystyle {\begin{aligned}E_{\text{r}}^{\perp }&=r_{\text{s}}{\text{e}}^{{\text{i}}{\boldsymbol {k}}_{\text{r}}\cdot {\boldsymbol {r}}}\\E_{\text{t}}^{\perp }&=t_{\text{s}}{\text{e}}^{{\text{i}}{\boldsymbol {k}}_{\text{t}}\cdot {\boldsymbol {r}}}.\end{aligned}}}
Zgodnie z konwencją znaku w artykule, dodatni współczynnik odbicia lub przepuszczania to taki, który zachowuje kierunek pola poprzecznego, czyli pola prostopadłego do płaszczyzny padania (tu w artykule również do płaszczyzny ilustracji); dla polaryzacji {\displaystyle s} oznacza to zachowanie po odbiciu i przepuszczeniu tego samego znaku wektorów pól {\displaystyle {\boldsymbol {E}},} które znajdują się w kierunku {\displaystyle z} (poza ilustrację w górę lub dół). Gdy padające, odbite i przepuszczane pola {\displaystyle {\boldsymbol {E}}} (w powyższych równaniach) znajdują się w kierunku {\displaystyle z} (poza ilustrację), wówczas odpowiednie pola {\displaystyle {\boldsymbol {H}}} są w kierunkach czerwonych strzałek (czyli w płaszczyźnie ilustracji), gdyż pola {\displaystyle {\boldsymbol {k}},{\boldsymbol {E}},{\boldsymbol {H}}} tworzą praworęczny układ prostopadły. Pola {\displaystyle {\boldsymbol {H}}} promieni (można opisać ich składowymi w kierunkach strzałek oznaczonych przez {\displaystyle H_{\mathrm {i} },} {\displaystyle H_{\mathrm {r} },} {\displaystyle H_{\mathrm {t} }}). Ponieważ {\displaystyle H=YE} możemy zapisać:
(10) {\displaystyle {\begin{aligned}H_{\text{i}}&=Y_{1}{\text{e}}^{{\text{i}}{\boldsymbol {k}}_{\text{i}}\cdot {\boldsymbol {r}}}\\H_{\text{r}}^{\perp }&=Y_{1}r_{\text{s}}{\text{e}}^{{\text{i}}{\boldsymbol {k}}_{\text{r}}\cdot {\boldsymbol {r}}}\\H_{\text{t}}^{\perp }&=Y_{2}t_{\text{s}}{\text{e}}^{{\text{i}}{\boldsymbol {k}}_{\text{t}}\cdot {\boldsymbol {r}}}.\end{aligned}}}
Zgodnie ze zwykłymi warunkami pól elektromagnetycznych na styku dwóch ośrodków, składowe styczne do granicy pól {\displaystyle {\boldsymbol {E}}} i {\displaystyle {\boldsymbol {H}}} muszą być ciągłe; to jest:
(11) {\displaystyle \left.{\begin{aligned}E_{\text{i}}+E_{\text{r}}^{\perp }&=E_{\text{t}}^{\perp }\\H_{\text{i}}\cos \theta _{\text{i}}-H_{\text{r}}^{\perp }\cos \theta _{\text{i}}&=H_{\text{t}}^{\perp }\cos \theta _{\text{t}}\end{aligned}}~~\right\}~~~{\text{at}}~~y=0}
Gdy podstawieniu równania (8), (9), (10), a następnie z (7), czynniki wykładnicze znikają, tak że wymienione warunki styku redukują się do równoważnych równań:
(12) {\displaystyle {\begin{aligned}1+r_{\text{s}}&=t_{\text{s}}\\Y_{1}\cos \theta _{\text{i}}-Y_{1}r_{\text{s}}\cos \theta _{\text{i}}&=Y_{2}t_{\text{s}}\cos \theta _{\text{t}},\end{aligned}}}
z którego można wyciągnąć {\displaystyle r_{s}} i {\displaystyle r_{t}{:}}
(13) {\displaystyle r_{\text{s}}={\frac {Y_{1}\cos \theta _{\text{i}}-Y_{2}\cos \theta _{\text{t}}}{Y_{1}\cos \theta _{\text{i}}+Y_{2}\cos \theta _{\text{t}}}}}
i
(14) {\displaystyle t_{\text{s}}={\frac {2Y_{1}\cos \theta _{\text{i}}}{Y_{1}\cos \theta _{\text{i}}+Y_{2}\cos \theta _{\text{t}}}}.}
Przy padaniu normalnym {\displaystyle \theta _{\mathrm {i} }=\theta _{\mathrm {t} }=0} otrzymujemy wynik (opatrzony dodatkowym indeksem dolnym 0):
(15) {\displaystyle r_{\text{s0}}={\frac {Y_{1}-Y_{2}}{Y_{1}+Y_{2}}}}
i
(16) {\displaystyle t_{\text{s0}}={\frac {2Y_{1}}{Y_{1}+Y_{2}}}.}
Przy padaniu muśnięciem {\displaystyle (\theta _{\mathrm {i} }\to 90^{\circ })} mamy {\displaystyle \cos \theta _{\mathrm {i} }\to 0} stąd {\displaystyle r_{\mathrm {s} }\to -1} i {\displaystyle t_{\mathrm {s} }\to 0.}

### Składowe polaryzacji p
W przypadku polaryzacji {\displaystyle \mathrm {p} } padające, odbite i przepuszczane pola {\displaystyle {\boldsymbol {E}}} są równoległe do czerwonych strzałek i dlatego mogą być opisane przez ich składowe w kierunkach tych strzałek. Niech te elementy będą oznaczone {\displaystyle E_{\text{r}}^{\|},E_{\text{t}}^{\|}.} Niech współczynnikami odbicia i przepuszczania będą {\displaystyle r_{\mathrm {p} }} i {\displaystyle t_{\mathrm {p} }.} Wtedy, jeśli przyjmiemy, że pole {\displaystyle {\boldsymbol {E}}} padające ma amplitudę jednostkową, otrzymamy:
(17) {\displaystyle {\begin{aligned}E_{\text{i}}&={\text{e}}^{{\text{i}}{\boldsymbol {k}}_{\text{i}}\cdot {\boldsymbol {r}}}\\E_{\text{r}}^{\|}&=r_{\text{p}}{\text{e}}^{{\text{i}}{\boldsymbol {k}}_{\text{r}}\cdot {\boldsymbol {r}}}\\E_{\text{t}}^{\|}&=t_{\text{p}}{\text{e}}^{{\text{i}}{\boldsymbol {k}}_{\text{t}}\cdot {\boldsymbol {r}}}.\end{aligned}}}
Jeśli pola {\displaystyle {\boldsymbol {E}}} są w kierunku czerwonych strzałek, to aby {\displaystyle {\boldsymbol {k}},{\boldsymbol {E}},{\boldsymbol {H}}} utworzyły praworęczny układ ortogonalny, odpowiednie pola {\displaystyle {\boldsymbol {H}}} muszą znajdować się w kierunku {\displaystyle -z} (pod ilustrację) i mogą zostać opisane przez ich składowe w tym kierunku. Jest to zgodne z przyjętą konwencją znaku, a mianowicie, że dodatni współczynnik odbicia lub przepuszczania to taki, który zachowuje kierunek pola poprzecznego (w polaryzacji {\displaystyle p} zostanie zachowany kierunek wektorów pól {\displaystyle {\boldsymbol {H}}}). Alternatywną definicję konwencji znaku jest, że dodatni współczynnik odbicia lub przepuszczania to taki, dla którego wektor pola w płaszczyźnie padania wskazuje na to samo medium przed i po odbiciu lub przepuszczeniu.
Dla padającego, odbitego i przepuszczanego pola {\displaystyle {\boldsymbol {H}},} niech odpowiednie składowe w kierunku {\displaystyle -z} będą {\displaystyle H_{\mathrm {i} },} {\displaystyle H_{\mathrm {r} },} {\displaystyle H_{\mathrm {t} }.} Wtedy, ponieważ {\displaystyle H=YE} otrzymujemy:
(18) {\displaystyle {\begin{aligned}H_{\text{i}}&=Y_{1}{\text{e}}^{{\text{i}}{\boldsymbol {k}}_{\text{i}}\cdot {\boldsymbol {r}}}\\H_{\text{r}}^{\|}&=Y_{1}r_{\text{p}}{\text{e}}^{{\text{i}}{\boldsymbol {k}}_{\text{r}}\cdot {\boldsymbol {r}}}\\H_{\text{t}}^{\|}&=Y_{2}t_{\text{p}}{\text{e}}^{{\text{i}}{\boldsymbol {k}}_{\text{t}}\cdot {\boldsymbol {r}}}.\end{aligned}}}
Na styku ośrodków składowe styczne pól {\displaystyle {\boldsymbol {E}}} i {\displaystyle {\boldsymbol {H}}} muszą być ciągłe, tj.:
(19) {\displaystyle \left.{\begin{aligned}E_{\text{i}}\cos \theta _{\text{i}}-E_{\text{r}}^{\|}\cos \theta _{\text{i}}&=E_{\text{t}}^{\|}\cos \theta _{\text{t}}\\H_{\text{i}}+H_{\text{r}}^{\|}&=H_{\text{t}}^{\|}\end{aligned}}~~\right\}~~~{\text{at}}~~y=0}
Kiedy podstawimy wyrażenia równań (17) i (18), a następnie z (7), czynniki wykładnicze ponownie się znoszą, tak że warunki styku redukują się do:
(20) {\displaystyle {\begin{aligned}\cos \theta _{\text{i}}-r_{\text{p}}\cos \theta _{\text{i}}&=t_{\text{p}}\cos \theta _{\text{t}}\\Y_{1}+Y_{1}r_{\text{p}}&=Y_{2}t_{\text{p}}.\end{aligned}}}
Znajdujemy {\displaystyle r_{\mathrm {p} }} i {\displaystyle t_{\mathrm {p} }{:}}
(21) {\displaystyle r_{\text{p}}={\frac {Y_{2}\cos \theta _{\text{i}}-Y_{1}\cos \theta _{\text{t}}}{Y_{2}\cos \theta _{\text{i}}+Y_{1}\cos \theta _{\text{t}}}}}
i
(22) {\displaystyle t_{\text{p}}={\frac {2Y_{1}\cos \theta _{\text{i}}}{Y_{2}\cos \theta _{\text{i}}+Y_{1}\cos \theta _{\text{t}}}}.}
Przy padaniu normalnym {\displaystyle (\theta _{\mathrm {i} }=\theta _{\mathrm {t} }=0)} otrzymujemy wyniki (dodatkowo oznaczone indeksem dolnym 0):
(23) {\displaystyle r_{\text{p0}}={\frac {Y_{2}-Y_{1}}{Y_{2}+Y_{1}}}}
i
(24) {\displaystyle t_{\text{p0}}={\frac {2Y_{1}}{Y_{2}+Y_{1}}}.}
Na padaniu muśnięciem {\displaystyle (\theta _{\mathrm {i} }\to 90^{\circ }),} znowu mamy {\displaystyle \cos \theta _{\mathrm {i} }\to 0} stąd {\displaystyle r_{\mathrm {p} }\to -1} i {\displaystyle t_{\mathrm {p} }\to 0.}
Porównując (23) i (24) z (15) i (16), widzimy, że przy padaniu normalnym, zgodnie z przyjętą konwencją znaku, współczynniki przepuszczania dla dwóch polaryzacji są równe, podczas gdy współczynniki odbicia mają równe wielkości, ale przeciwne znaki. Dla odmiany, zaletą konwencji znaku jest to, że znaki zgadzają się przy padaniu muśnięciem.

### Współczynniki odbicia i przepuszczania mocy
Wektor Poyntinga fali jest wektorem, którego składową w dowolnym kierunku jest natężenie napromienienia (moc na jednostkę powierzchni) tej fali na powierzchni prostopadłej do tego ww. kierunku. Dla płaskiej fali sinusoidalnej wektor Poyntinga wynosi {\displaystyle {\frac {1}{2}}\Re \{{\boldsymbol {E}}\times {\boldsymbol {H}}^{*}\},} gdzie {\displaystyle {\boldsymbol {E}}} i {\displaystyle {\boldsymbol {H}}} dotyczą tylko danej fali, a gwiazdka oznacza sprzężenie zespolone. W bezstratnym dielektryku wektory {\displaystyle {\boldsymbol {E}}} i {\displaystyle {\boldsymbol {H}}} znajdują się (przeważnie) w tej samej fazie i pod kątem prostym do siebie i do wektora falowego {\displaystyle {\boldsymbol {k}};} zatem, dla polaryzacji {\displaystyle \mathrm {s} ,} za użyciem składowych {\displaystyle z} i {\displaystyle xy} z wektorów odpowiednio {\displaystyle {\boldsymbol {E}}} i {\displaystyle {\boldsymbol {H}}} (lub dla polaryzacji {\displaystyle \mathrm {p} ,} za użyciem składowych {\displaystyle xy} i {\displaystyle -z} z wektorów odpowiednio {\displaystyle {\boldsymbol {E}}} i {\displaystyle {\boldsymbol {H}}}), natężenie napromienienia w kierunku {\displaystyle {\boldsymbol {k}}} jest dane jako {\displaystyle {\frac {EH}{2}}} albo {\displaystyle {\frac {E^{2}}{2Z}}} w ośrodku o impedancji wewnętrznej {\displaystyle Z=1/Y.} W celu obliczenia natężenie napromienienia w kierunku normalnym do granicy ośrodka, czego potrzebujemy w definicji współczynnika przepuszczania mocy, moglibyśmy użyć tylko składowej {\displaystyle x} (zamiast składowej {\displaystyle xy}) z wektorów {\displaystyle {\boldsymbol {H}}} lub {\displaystyle {\boldsymbol {E}},} albo równoważnie, po prostu pomnożyć {\displaystyle {\frac {EH}{2}}} przez odpowiedni współczynnik geometryczny otrzymując {\displaystyle {\frac {E^{2}}{2Z}}\cos \theta .}
Na podstawie równań (13) i (21), biorąc kwadraty modułów znajdujemy, że współczynnik odbicia (stosunek mocy odbitej do mocy padającej) wynosi dla polaryzacji {\displaystyle \mathrm {s} {:}}
(25R) {\displaystyle R_{\text{s}}=\left|{\frac {Y_{1}\cos \theta _{\text{i}}-Y_{2}\cos \theta _{\text{t}}}{Y_{1}\cos \theta _{\text{i}}+Y_{2}\cos \theta _{\text{t}}}}\right|^{2}}
oraz dla polaryzacji {\displaystyle p} wynosi:
(26R) {\displaystyle R_{\text{p}}=\left|{\frac {Y_{2}\cos \theta _{\text{i}}-Y_{1}\cos \theta _{\text{t}}}{Y_{2}\cos \theta _{\text{i}}+Y_{1}\cos \theta _{\text{t}}}}\right|^{2}.}
Porównując moc dwóch takich fal w tym samym ośrodku i z tym samym {\displaystyle \cos \theta ,} zauważamy, że impedancja i czynniki geometryczne wymienione powyżej są identyczne i znoszą się. Jednakże przy obliczaniu współczynnika przepuszczania mocy (poniżej) należy je wziąć pod uwagę.
Najprostszym sposobem uzyskania współczynnika przepuszczania mocy (stosunek mocy przepuszczonej do mocy padającej w kierunku normalnym do granicy ośrodków, tj. w kierunku {\displaystyle y}) jest użycie {\displaystyle R+T=1} (zachowanie energii). W ten sposób znajdujemy dla polaryzacji {\displaystyle \mathrm {s} {:}}
(25T) {\displaystyle T_{\text{s}}=1-R_{\text{s}}={\frac {4\Re \{Y_{1}Y_{2}\cos \theta _{\text{i}}\cos \theta _{\text{t}}\}}{\left|Y_{1}\cos \theta _{\text{i}}+Y_{2}\cos \theta _{\text{t}}\right|^{2}}},}
a dla polaryzacji {\displaystyle \mathrm {p} {:}}
(26T) {\displaystyle T_{\text{p}}=1-R_{\text{p}}={\frac {4\Re \{Y_{1}Y_{2}\cos \theta _{\text{i}}\cos \theta _{\text{t}}\}}{\left|Y_{2}\cos \theta _{\text{i}}+Y_{1}\cos \theta _{\text{t}}\right|^{2}}}.}
W przypadku granicy między dwoma bezstratnymi ośrodkami (dla których {\displaystyle \epsilon } i {\displaystyle \mu } są rzeczywiste i dodatnie), można uzyskać te wyniki bezpośrednio przy użyciu kwadratów modułów z amplitudowych współczynników przepuszczania, które znaleźliśmy wcześniej w równaniach (14) i (22). Ale dla danej amplitudy (jak wspomniano powyżej) składnik wektora Poyntinga w kierunku {\displaystyle y} jest proporcjonalny do współczynnika geometrycznego {\displaystyle \cos \theta } i odwrotnie proporcjonalny do impedancji falowej {\displaystyle Z.} Stosując te poprawki do każdej fali, otrzymujemy dwa stosunki pomnożone przez kwadrat amplitudowego współczynnika przepuszczania:
(27) {\displaystyle T_{\text{s}}=\left({\frac {2Y_{1}\cos \theta _{\text{i}}}{Y_{1}\cos \theta _{\text{i}}+Y_{2}\cos \theta _{\text{t}}}}\right)^{2}{\frac {Y_{2}}{Y_{1}}}\,{\frac {\cos \theta _{\text{t}}}{\cos \theta _{\text{i}}}}={\frac {4Y_{1}Y_{2}\cos \theta _{\text{i}}\cos \theta _{\text{t}}}{\left(Y_{1}\cos \theta _{\text{i}}+Y_{2}\cos \theta _{\text{t}}\right)^{2}}}}
dla polaryzacji {\displaystyle s} oraz:
(28) {\displaystyle T_{\text{p}}=\left({\frac {2Y_{1}\cos \theta _{\text{i}}}{Y_{2}\cos \theta _{\text{i}}+Y_{1}\cos \theta _{\text{t}}}}\right)^{2}{\frac {Y_{2}}{Y_{1}}}\,{\frac {\cos \theta _{\text{t}}}{\cos \theta _{\text{i}}}}={\frac {4Y_{1}Y_{2}\cos \theta _{\text{i}}\cos \theta _{\text{t}}}{\left(Y_{2}\cos \theta _{\text{i}}+Y_{1}\cos \theta _{\text{t}}\right)^{2}}}}
dla polaryzacji {\displaystyle p.} Ostatnie dwa równania odnoszą się tylko do bezstratnych dielektryków i tylko przy kątach padania mniejszych niż kąt graniczny (powyżej którego {\displaystyle T=0}).

### Równe współczynniki załamania światła
Z równań (4) i (5) widzimy, że dwa różne ośrodki będą miały ten sam współczynnik załamania światła, ale różne admitancje, jeśli stosunek ich przenikalności magnetycznych jest odwrotnością stosunku ich przenikalności elektrycznych. W tej niezwykłej sytuacji mamy {\displaystyle \theta _{\mathrm {t} }=\theta _{\mathrm {i} }} (tj. przepuszczany promień nie jest odchylany), tak że cosinusy w równaniach (13), (14), (21), (22) i (25) do (28) znoszą się, a wszystko współczynniki odbicia i przepuszczania stają się niezależne od kąta padania; innymi słowy, współczynniki padania normalnego można stosować dla wszystkich kątów padania.

### Ośrodki niemagnetyczne
Ponieważ równania Fresnela wypracowano dla optyki, zwykle podaje się je dla ośrodków niemagnetycznych. Dzielenie (4) przez (5) daje: {\displaystyle Y={\frac {n}{c\,\mu }}.}
Do ośrodków niemagnetycznych można zastąpić przenikalność magnetyczną ośrodka {\displaystyle \mu } przenikalnością magnetyczną próżni {\displaystyle \mu _{0}} następująco:
{\displaystyle Y_{1}={\frac {n_{1}}{c\mu _{0}}};\quad Y_{2}={\frac {n_{2}}{c\mu _{0}}},}
tzn. admitancje są proporcjonalne do odpowiednich wskaźników załamania. Kiedy dokonamy tych podstawień w równaniach (13) do (16) i równaniach (21) do (26), to znika czynnik {\displaystyle c\mu _{0}.} Dla współczynników amplitudowych otrzymujemy:
(29) {\displaystyle r_{\text{s}}={\frac {n_{1}\cos \theta _{\text{i}}-n_{2}\cos \theta _{\text{t}}}{n_{1}\cos \theta _{\text{i}}+n_{2}\cos \theta _{\text{t}}}},}
(30) {\displaystyle t_{\text{s}}={\frac {2n_{1}\cos \theta _{\text{i}}}{n_{1}\cos \theta _{\text{i}}+n_{2}\cos \theta _{\text{t}}}},}
(31) {\displaystyle r_{\text{p}}={\frac {n_{2}\cos \theta _{\text{i}}-n_{1}\cos \theta _{\text{t}}}{n_{2}\cos \theta _{\text{i}}+n_{1}\cos \theta _{\text{t}}}},}
(32) {\displaystyle t_{\text{p}}={\frac {2n_{1}\cos \theta _{\text{i}}}{n_{2}\cos \theta _{\text{i}}+n_{1}\cos \theta _{\text{t}}}}.}
W przypadku normalnego padania redukują się one do:
(33) {\displaystyle r_{\text{s0}}={\frac {n_{1}-n_{2}}{n_{1}+n_{2}}},}
(34) {\displaystyle t_{\text{s0}}={\frac {2n_{1}}{n_{1}+n_{2}}},}
(35) {\displaystyle r_{\text{p0}}={\frac {n_{2}-n_{1}}{n_{2}+n_{1}}},}
(36) {\displaystyle t_{\text{p0}}={\frac {2n_{1}}{n_{2}+n_{1}}}.}
Współczynniki odbicia mocy stają się:
(37) {\displaystyle R_{\text{s}}=\left|{\frac {n_{1}\cos \theta _{\text{i}}-n_{2}\cos \theta _{\text{t}}}{n_{1}\cos \theta _{\text{i}}+n_{2}\cos \theta _{\text{t}}}}\right|^{2},}
(38) {\displaystyle R_{\text{p}}=\left|{\frac {n_{2}\cos \theta _{\text{i}}-n_{1}\cos \theta _{\text{t}}}{n_{2}\cos \theta _{\text{i}}+n_{1}\cos \theta _{\text{t}}}}\right|^{2}.}
Współczynniki przepuszczania mocy można następnie znaleźć z {\displaystyle T=1-R.}

### Kąt Brewstera
Dla równych przenikalności magnetycznych (na przykład dla multimediów niemagnetycznych), jeśli kąty {\displaystyle \theta _{\mathrm {i} }} oraz {\displaystyle \theta _{\mathrm {t} }} są dopełniające (tj. dodane razem dają kąt prosty), możemy podstawić {\displaystyle \sin \theta _{\mathrm {t} }} za {\displaystyle \cos \theta _{\mathrm {i} }} oraz {\displaystyle \sin \theta _{\mathrm {i} }} za {\displaystyle \cos \theta _{\mathrm {t} }} tak, aby licznik w równaniu (31) stał się równy {\displaystyle n_{2}\sin \theta _{\mathrm {t} }-n_{1}\sin \theta _{\mathrm {i} },} co zeruje się zgodnie prawem Snelliusa. Zatem dla padania brewsterowskiego {\displaystyle r_{\mathrm {p} }=0} i tylko składnik spolaryzowany {\displaystyle \mathrm {s} } jest odbijany. Podstawiając {\displaystyle \cos \theta _{\mathrm {i} }} za {\displaystyle \sin \theta _{\mathrm {t} }} w prawie Snelliusa, możemy łatwo uzyskać kąt Brewstera:
(39) {\displaystyle \theta _{\text{i}}=\operatorname {arctg} (n_{2}/n_{1}).}

### Równe przenikalności elektryczne
Chociaż w praktyce nie spotykane, możemy rozważyć przypadek dwóch ośrodków o jednej przenikalności elektrycznej, ale różnych współczynnikach załamania światła z powodu różnych przenikalności magnetycznych. Z równań (4) i (5) widzimy, że przy założeniu stałości {\displaystyle \epsilon } zamiast {\displaystyle \mu ,} {\displaystyle Y} staje się odwrotnie proporcjonalna do {\displaystyle n,} w wyniku czego indeksy dolne 1 i 2 w równaniach (29) do (38) są zamienione (z powodu dodatkowego mnożenia licznika i mianownika przez {\displaystyle n_{1}n_{2}}). Stąd, w (29) i (31), wyrażenia na {\displaystyle r_{\mathrm {s} }} i {\displaystyle r_{\mathrm {p} }} (w zakresie dotyczącym współczynników załamania) zostaną zamienione miejscami, tak że kąt Brewstera (39) da {\displaystyle r_{\mathrm {s} }=0,} zamiast {\displaystyle r_{\mathrm {p} }=0} oraz każda wiązka odbita pod tym kątem będzie spolaryzowana równolegle do płaszczyzny padania {\displaystyle (\mathrm {p} )} zamiast prostopadle {\displaystyle (\mathrm {s} )}. Podobnie, prawo sinusa Fresnela będzie miało zastosowanie do polaryzacji {\displaystyle \mathrm {p} } zamiast polaryzacji {\displaystyle \mathrm {s} ,} a prawo tangensa Fresnela dla polaryzacji {\displaystyle \mathrm {s} } zamiast polaryzacji {\displaystyle \mathrm {p} .}
Ten przełącznik polaryzacji ma analogię w starej mechanicznej teorii fal świetlnych (patrz Historia powyżej). Można przewidywać współczynniki odbicia, które zgadzają się z obserwacją, zakładając (jak Fresnel), że różne współczynniki załamania były spowodowane różnymi gęstościami i że wibracje były normalne do tego, co wówczas nazywano płaszczyzną polaryzacji, albo przez założenie (za MacCullagh’em i Neumannem), że różne współczynniki refrakcji wynikały z różnych sprężystości i że drgania były równoległe do płaszczyzny polaryzacji. Zatem warunek równych przenikalności elektrycznych i nierównych przenikalności magnetycznych, choć nie realistyczny, ma pewne historyczne znaczenie.